# Ronde van Frankrijk 2024/Twaalfde etappe
De twaalfde etappe van de Ronde van Frankrijk 2024 was een heuvelrit met een lengte van 203,6 kilometer. De etappe werd verreden op 11 juli met start in Aurillac en eindigde in Villeneuve-sur-Lot.

## Parcours
Deze rit telde 2.200 hoogtemeters waarbij in het begin het meest geklommen moest worden. Toch was de verwachting dat de meeste sprinters het moeilijk zouden krijgen. Want er stonden enkele heuvels op het menu met drie cols van vierde categorie. Na het glooiende gedeelte kwamen de renners door Saint-Céré en wat later ging het opnieuw omhoog. De Côte d’Autoire steeg in 2,7 kilometer met een gemiddelde van 5,9%. Vervolgens de Côte de Rocamadour (2 kilometer à 5,8%) en de Côte de Couzou (1,7 kilometer à 6,3%). Na de tussensprint volgde de laatste helling, de Côte de Montcléra met 2 kilometer à 4,6% en de top op 70 kilometer van de finish. In de slotfase was het weinig vlak maar er waren geen grote hindernissen meer.

## Verloop
De Eritrees Biniam Girmay veroverde zijn derde ritzege in deze Tour de France. Wout van Aert, gehinderd door Arnaud Démare (die werd gedeclasseerd), werd tweede. Jasper Philipsen eindigde als vierde, gevolgd door Arnaud De Lie. Een van de favorieten Primož Roglič kwam op het einde ten val. Met een bebloede schouder en knie kwam de Sloveen uiteindelijk binnen op 2'27" van de ritwinnaar.
| Aurillac – Villeneuve-sur-Lot (203,6 km) |                    |                         |          |
| Plaats                                   | Naam               | Ploeg                   | Tijd     |
| 1                                        | Biniam Girmay      | Intermarché-Wanty       | 4u17'15" |
| 2                                        | Wout Van Aert      | Team Visma-Lease a Bike | z.t.     |
| 3                                        | Pascal Ackermann   | Israel-Premier Tech     | z.t.     |
| 4                                        | Jasper Philipsen   | Alpecin-Deceuninck      | z.t.     |
| 5                                        | Arnaud De Lie      | Lotto Dstny             | z.t.     |
| 6                                        | Alexander Kristoff | Uno-X Mobility          | z.t.     |
| 7                                        | Phil Bauhaus       | Bahrain-Victorious      | z.t.     |
| 8                                        | Bryan Coquard      | Cofidis                 | z.t.     |
| 9                                        | Dylan Groenewegen  | Team Jayco AlUla        | z.t.     |
| 10                                       | Ryan Gibbons       | Lidl-Trek               | z.t.     |

 –  Quentin Pacher was de strijdlustigste renner van de twaalfde etappe.

## Klassementen

### Algemeen klassement
| Algemeen klassement (gele trui) |                  |                         |           |
| Plaats                          | Naam             | Ploeg                   | Tijd      |
| Gele trui                       | Tadej Pogačar    | UAE Team Emirates       | 49u17'49" |
| 2                               | Remco Evenepoel  | Soudal Quick-Step       | + 1'06"   |
| 3                               | Jonas Vingegaard | Team Visma-Lease a Bike | + 1'14"   |
| 4                               | João Almeida     | UAE Team Emirates       | + 4'20"   |
| 5                               | Carlos Rodríguez | INEOS Grenadiers        | + 4'40"   |
| 6                               | Primož Roglič    | BORA-hansgrohe          | + 4'42"   |
| 7                               | Mikel Landa      | Soudal Quick-Step       | + 5'38"   |
| 8                               | Adam Yates       | UAE Team Emirates       | +6'59"    |
| 9                               | Juan Ayuso       | UAE Team Emirates       | + 7'09"   |
| 10                              | Giulio Ciccone   | Lidl-Trek               | + 7'36"   |

### Puntenklassement
| Puntenklassement (groene trui) |                  |                    |        |
| Plaats                         | Naam             | Ploeg              | Punten |
| Groene trui                    | Biniam Girmay    | Intermarché-Wanty  | 2328   |
| 2                              | Jasper Philipsen | Alpecin-Deceuninck | 221    |
| 3                              | Anthony Turgis   | TotalEnergies      | 141    |
| 4                              | Jonas Abrahamsen | Uno-X Mobility     | 124    |
| 5                              | Bryan Coquard    | Cofidis            | 117    |

### Bergklassement
| Bergklassement (bolletjestrui) |                  |                         |        |
| Plaats                         | Naam             | Ploeg                   | Punten |
| Bolletjestrui                  | Tadej Pogačar    | UAE Team Emirates       | 36     |
| 2                              | Jonas Abrahamsen | Uno-X Mobility          | 36     |
| 3                              | Jonas Vingegaard | Team Visma-Lease a Bike | 28     |
| 4                              | Remco Evenepoel  | Soudal Quick-Step       | 18     |
| 5                              | Valentin Madouas | Groupama-FDJ            | 16     |

### Jongerenklassement
| Jongerenklassement (witte trui) |                   |                         |           |
| Plaats                          | Naam              | Ploeg                   | Tijd      |
| Witte trui                      | Remco Evenepoel   | Soudal Quick-Step       | 45u01'40" |
| 2                               | Carlos Rodríguez  | INEOS Grenadiers        | +3'34"    |
| 3                               | Juan Ayuso        | UAE Team Emirates       | + 6'03"   |
| 4                               | Matteo Jorgenson  | Team Visma-Lease a Bike | +7'50"    |
| 5                               | Santiago Buitrago | Bahrain Victorious      | +8'35"    |

### Ploegenklassement
| Ploegenklassement |                         |            |
| Plaats            | Ploeg                   | Tijd       |
|                   | UAE Team Emirates       | 148u02'42" |
| 2                 | Soudal Quick-Step       | +21'03"    |
| 3                 | INEOS Grenadiers        | +22'22"    |
| 4                 | Team Visma-Lease a Bike | +24'41"    |
| 5                 | BORA-hansgrohe          | +39'16"    |

## Uitvallers
- Michael Morkov (Astana Qazaqstan): Niet meer gestart met covid.
- Fabio Jakobsen (Team dsm-firmenich PostNL): Opgave door vermoeidheid.
- Pello Bilbao ( Bahrain Victorious): Opgave door ziekte.
- Jonas Rickaert ( Alpecin-Deceuninck): Buiten tijd aangekomen.
- Søren Kragh Andersen ( Alpecin-Deceuninck): Buiten tijd aangekomen.
- Jevgeni Fjodorov ( Astana Qazaqstan): Buiten tijd aangekomen.

1e etappe ·
2e etappe ·
3e etappe ·
4e etappe ·
5e etappe ·
6e etappe ·
7e etappe ·
8e etappe ·
9e etappe ·
10e etappe ·
11e etappe ·
12e etappe ·
13e etappe ·
14e etappe ·
15e etappe ·
16e etappe ·
17e etappe ·
18e etappe ·
19e etappe ·
20e etappe ·
21e etappe
Startlijst · Eindstanden · Afbeeldingen